# Quarterly Journal of Mechanics & Applied Mathematics
Quarterly Journal of Mechanics & Applied Mathematics is een internationaal, aan collegiale toetsing onderworpen wetenschappelijk tijdschrift op het gebied van de
toegepaste wiskunde en de mechanica.
De naam wordt in literatuurverwijzingen meestal afgekort tot Q. J. Mech. Appl. Math.
Het tijdschrift is opgericht in 1948 en wordt uitgegeven door Oxford University Press.